# 愛染院 (堺市)
愛染院（あいぜんいん）は、大阪府堺市北区にある真言宗系単立の寺院。かつては真言宗山階派勧修寺の末寺であった。

## 歴史
文献で確認されるのは、大正11年（1922年）に刊行された『大阪府全志』の「（前略）由緒は詳ならず。境内は五百参拾九坪を有し、本堂・庫裏・納家・薬醫門を存す。外に大師堂、地蔵堂、護摩堂あり。」という記載のみである。
寺伝によると、天平年間（729年-749年）に、聖武天皇の勅願によって行基により開かれた花田池浦観音寺が前身とされる。
天正年間（1573年-1593年）に織田信長の兵火によって諸堂が焼失。
慶安5年（1652年）に現在の位置に今の本堂が建立。
文化2年（1805年）に本堂の大修理が行われる。付近に領地があった秋元但馬守は当寺への信仰が篤く、大旦那として棟札に名前が残っている。

## 行事
- 振舞いぜんざい（節分）
- 千日会（8月10日）[3]

## 文化財
堺市指定文化財
- 本堂 - 江戸時代初期 慶安5年（1652年）[4]
- 観音菩薩立像 - 平安時代後期[5]

## 交通
- 御堂筋線北花田駅から徒歩10分